# NGC 1495
NGC 1495 في الفهرس العام الجديد، هي مجرة، تقع في كوكبة الساعة (كوكبة). اكتشفت في 24 أكتوبر 1835 بواسطة جون هيرشل.

## روابط خارجية
- NGC 1495 على موقع ويكي سكاي: DSS2, SDSS, GALEX, IRAS, Hydrogen α, X-Ray, Astrophoto, Sky Map, Articles and images